# Walter Trautzsch
Walter Ehrengott Trautzsch (né le 16 mars 1903 à Lengefeld, mort le 23 septembre 1971 à Leipzig) est un résistant allemand, collaborateur d'Ernst Thälmann.

## Biographie
Walter Trautzsch est le sixième de sept enfants d'une famille ouvrière. Le père travaille comme tisserand et maçon, la mère est tisserande. Il apprend le repoussage et travaille dans sa profession dans diverses villes allemandes jusqu'en 1929, date à laquelle il se retrouve au chômage. En 1923, il devient membre du KPD et prend part à l'insurrection de Hambourg fin octobre de la même année. Il est arrêté et reste en prison jusqu'en décembre 1923. À partir de 1926, Trautzsch est en contact avec le bureau secret du KPD. En 1929, il devint chef du comité des chômeurs à Lengefeld et, en 1931, chef de la ligue de combat antifasciste locale. Trautsch se rend en Union soviétique en tant que membre d'une délégation de l'Universum Bücherei für alle. En novembre 1932, Trautzsch est élu conseiller municipal du KPD dans sa ville natale de Lengefeld. Le 3 mars 1933, Trauzsch est arrêté par les SA et déporté au camp de concentration de Colditz puis au camp de concentration de Sachsenburg comme le cadre de la Schutzhaft. Après avoir été libéré en septembre 1934, il devient le chef d'un groupe de résistance communiste illégal à Lengefeld et dans les environs. En septembre 1935, Trautzsch émigre en Union soviétique et participe à la conférence de Bruxelles du KPD sous le nom de Paul Wittig.
Il émigre ensuite en Tchécoslovaquie et reçoit l'ordre de Hermann Nuding d'établir la connexion avec Ernst Thälmann en tant que coursier par Rosa Thälmann. De septembre 1936 à février 1939, Trautzsch œuvre sous le nom de parti Edwin "Thälmann-Kurier", voyage entre Paris, Prague, Berlin et Hambourg et maintient ainsi le lien entre Ernst Thälmann arrêté et la direction exilée du KPD par Rosa Thälmann. Dans l'ensemble, il se rend illégalement dans le Troisième Reich environ 18 fois à des intervalles de quatre à six semaines. Entre deux affectations, il vit isolé dans des hôtels parisiens. Ses supérieurs immédiats sont  Walter Ulbricht, Franz Dahlem, Anton Ackermann, Hermann Nuding et Paul Bertz. Hermann Nuding reçoit ses rapports dictés, les édite et les transmet à Moscou.
Lorsque Walter Trautzsch est arrêté alors qu'il passe la frontière à Aix-la-Chapelle le 16 février 1939, il a sur lui un passeport suisse au nom de Wilhelm Bossard. Mais la Gestapo ne croit pas qu'il appartient aux services secrets français. Il avoue être membre du KPD illégal en France, ce qui avait été convenu avec la direction de Paris afin d'empêcher que son travail de courrier de Thälmann ne soit connu. Il fait semblant d'accepter l'offre de la Gestapo de travailler comme informateur en France et informe immédiatement la direction du KPD à Paris. Sa déclaration détaillée sur l'arrestation et le recrutement est perdue, ainsi le soupçon dangereux que Trautzsch fût un traître ne sera réfuté de manière crédible que plus tard. Il ignore l'invitation à se présenter à Moscou, ce qui fut fatal pour de nombreux communistes allemands.
Après le début de la Seconde Guerre mondiale, il est interné en France. En 1940, il réussit à s'échapper en passant la Belgique vers la Suisse. Il travaillé en se faisant passer pour le Tchèque Kurt Schneider notamment avec Maria Weiterer, Leo Bauer et Fritz Sperling. Il épouse la Suissesse Rosemarie Muggli (1918-1974).
En 1946, il retourne en Allemagne avec sa femme. En 1947, il est président du SED dans le district de Glauchau et occupe ensuite d'autres postes au sein du parti. En 1954, cependant, après une inspection par la Commission centrale de contrôle du Parti, il est écarté de l'appareil de contrôle du parti en raison de ses obligations à la Gestapo et parce qu'il était un ancien « émigré de l'Ouest ». Il devient gérant, ouvrier agricole et liftier. Après de fréquentes maladies, il perçoit une pension d'invalidité en 1959. Ce n'est qu'en 1964 que son travail est honoré de l'ordre du Mérite patriotique en argent.
Sa nièce Gisela Glende entre au bureau du SED en 1951.